# Adam Mitzel
Adam Mitzel (ur. 6 sierpnia 1908, zm. 6 lutego 1976) – polski inżynier budownictwa. 

## Życiorys
Absolwent Wyższej Szkoły Technicznej w Charlottenburgu. Od 1960 profesor na Wydziale Budownictwa Lądowego Politechniki Wrocławskiej i dziekan tego wydziału (1961-1963). Prorektor Politechniki Wrocławskiej (1954-1958).
W 1968 otrzymał nagrodę im. prof. Wacława Żenczykowskiego.

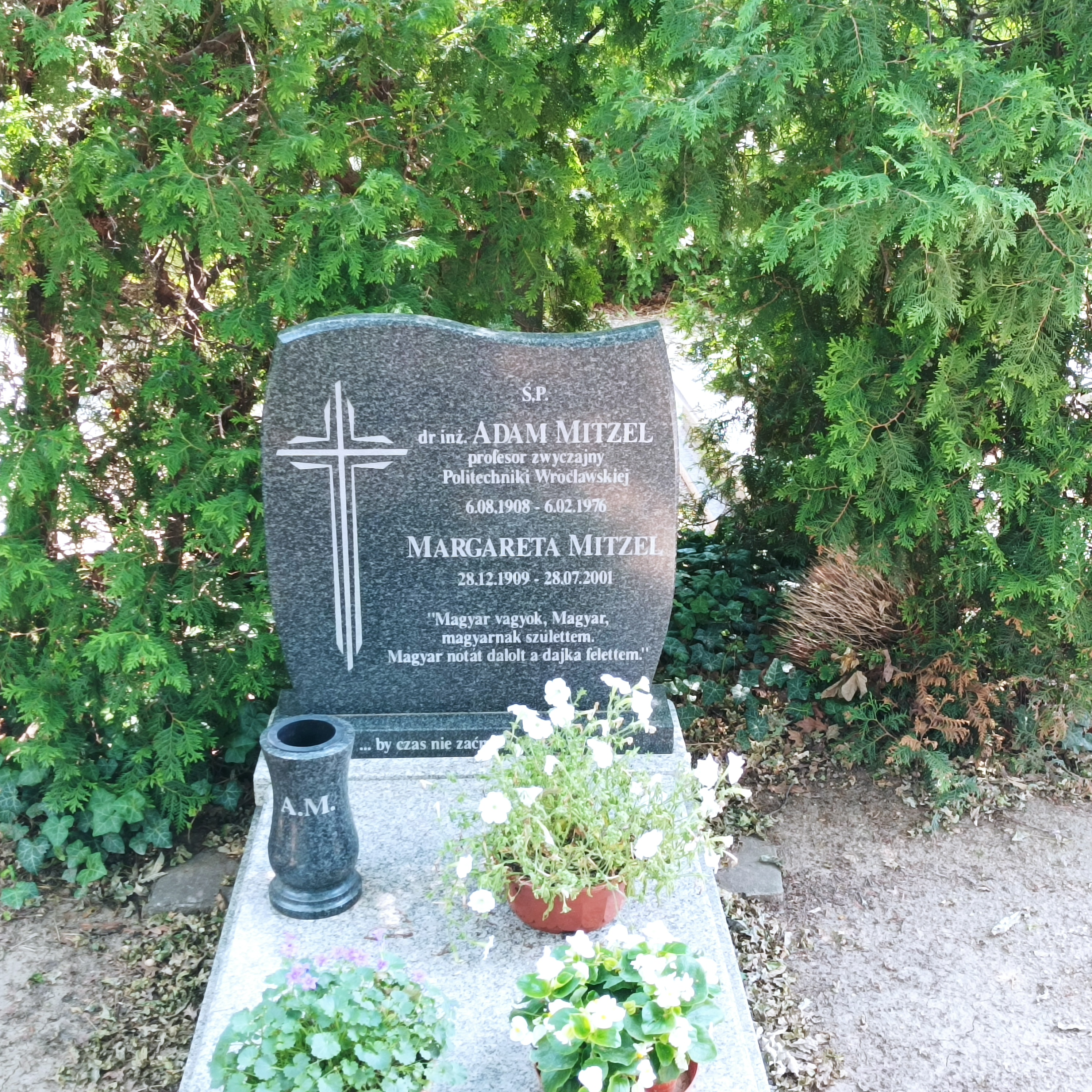
Grób prof. Adama Mitzla na Cmentarzu Osobowickim

Został pochowany na Cmentarzu Osobowickim we Wrocławiu.